# جانسون سیتی (تنسی)
جانسون سیتی(به انگلیسی: Johnson City) شهری در ایالت تنسی کشور ایالات متحده آمریکا است که جمعیت آن در سرشماری سال ۲۰۱۰ میلادی، ۶۳٬۱۵۲ نفر بوده‌است.